# Kirche am Magdalensberg

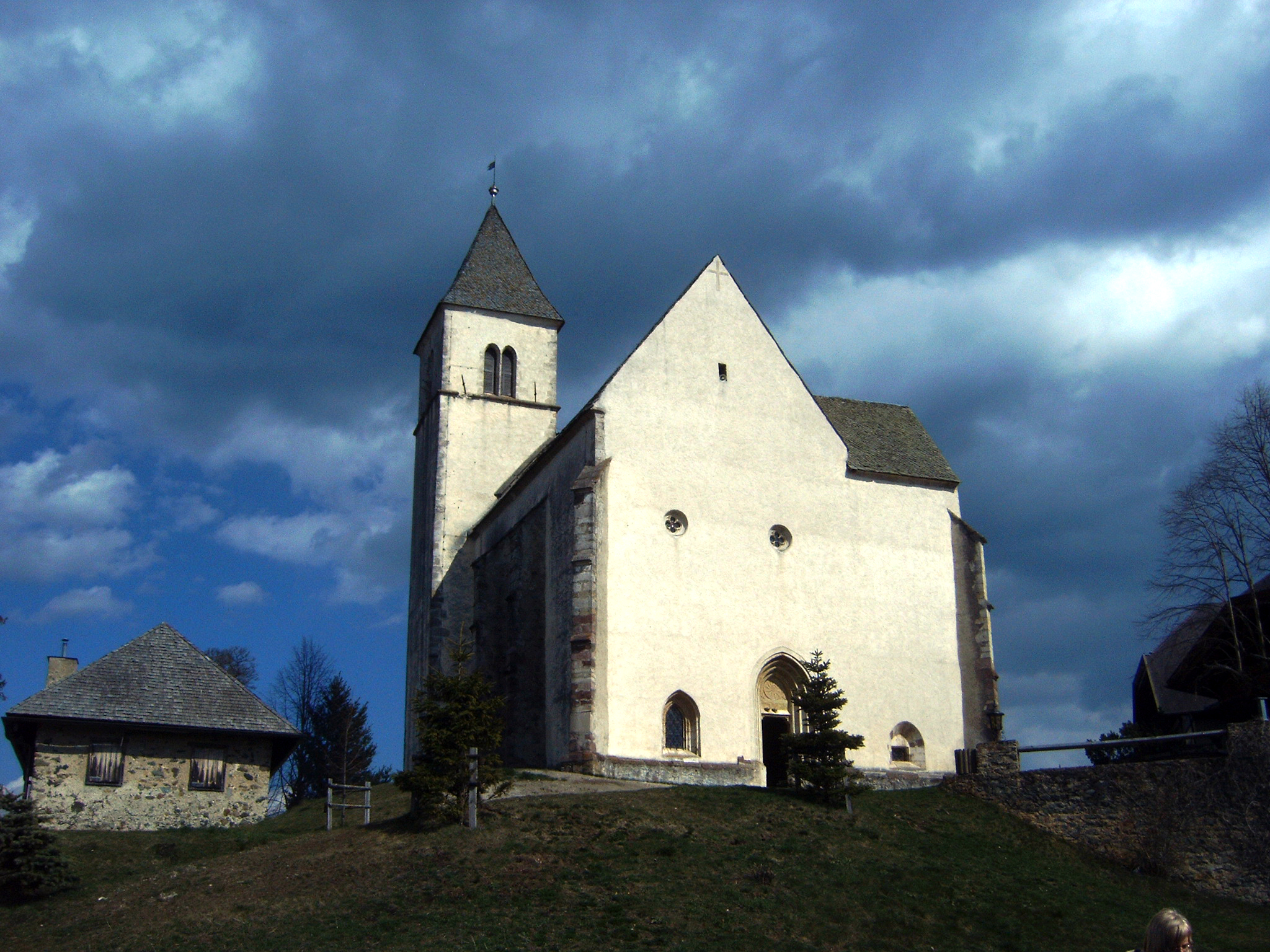

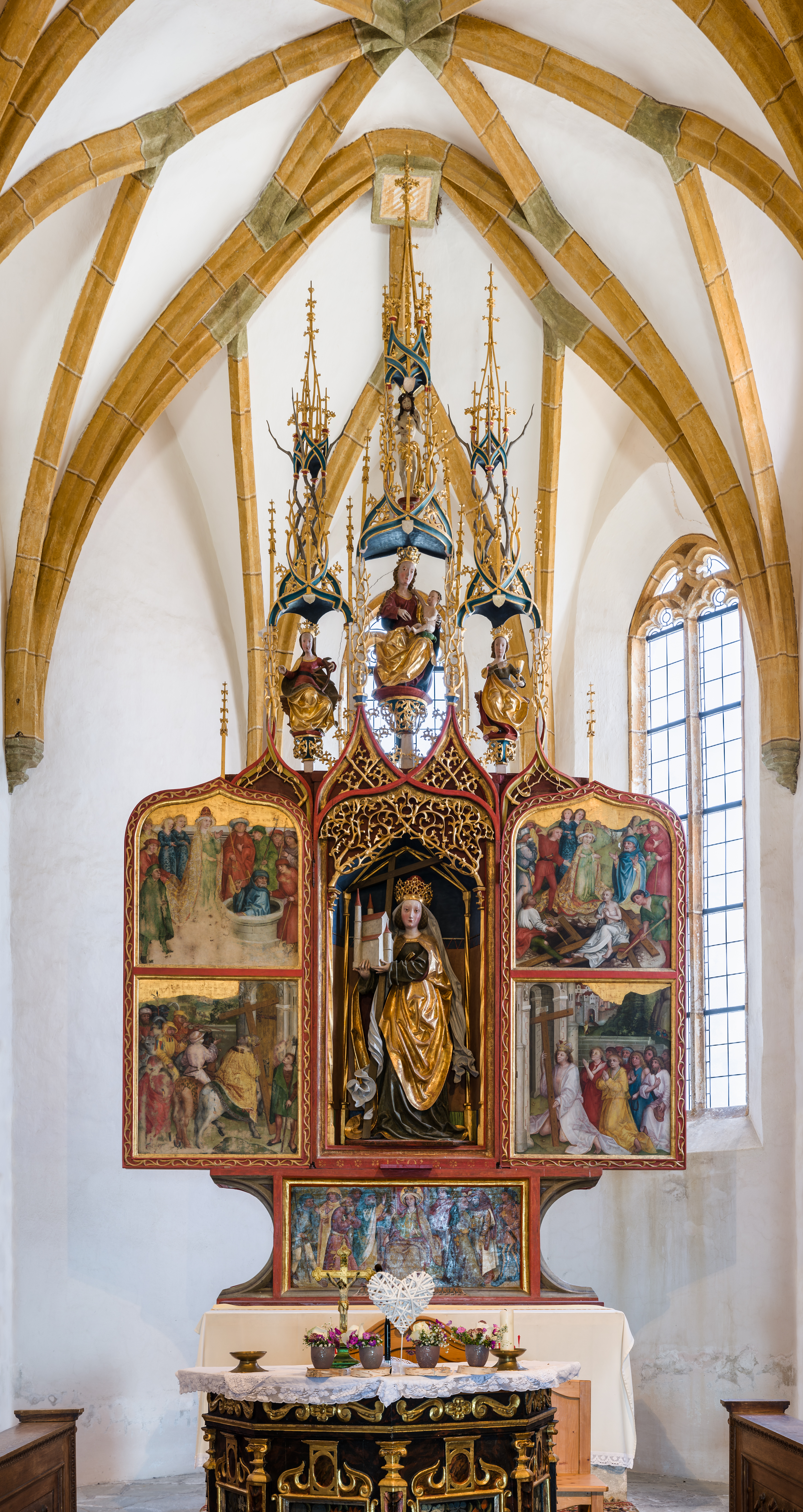
Hochaltar

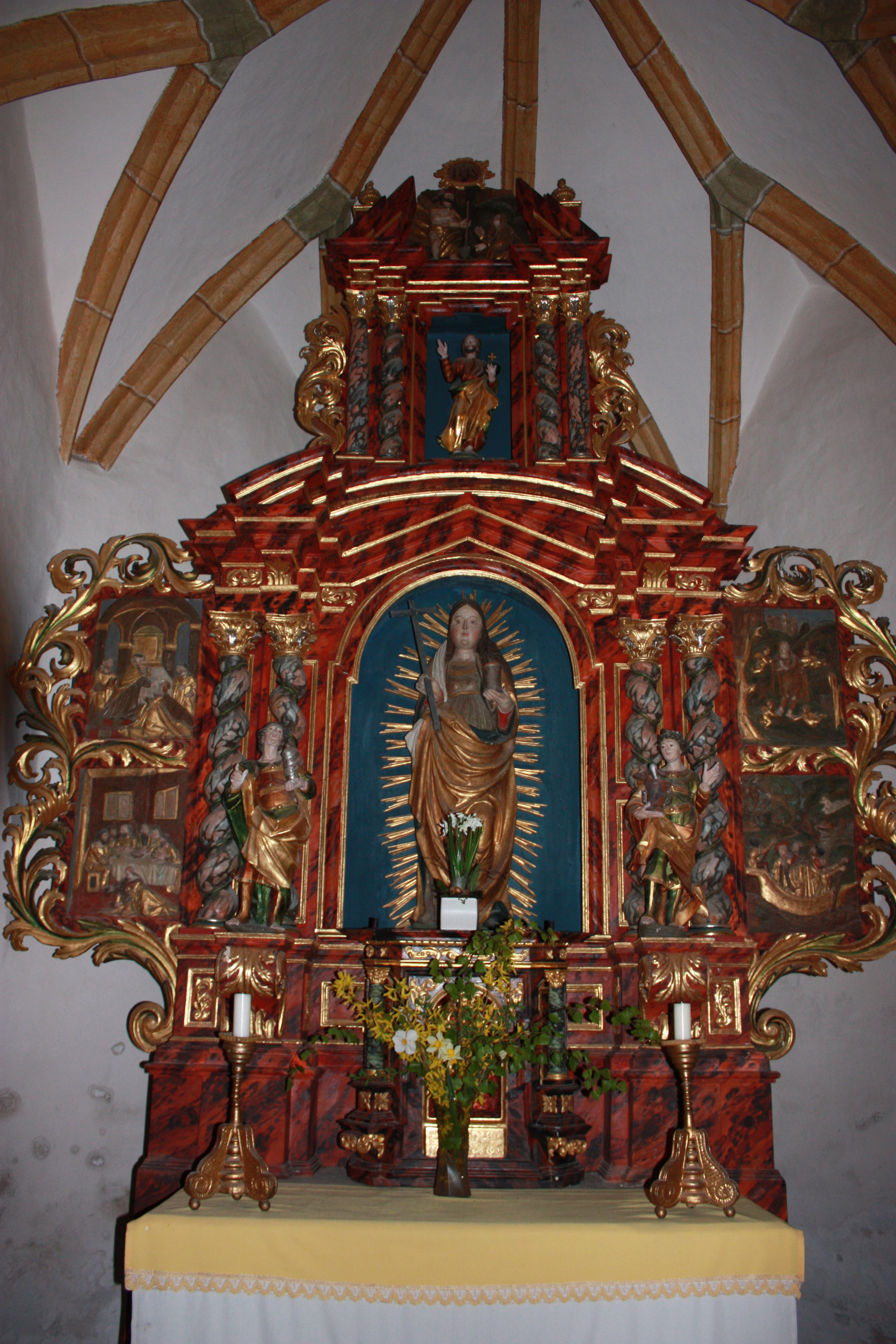
Magdalenaltar

Die Kirche am Magdalensberg in Magdalensberg, Bundesland Kärnten, Österreich, am Gipfel des 1058 Meter hohen Magdalensberges ist eine Filialkirche der Pfarrkirche Ottmanach. Sie ist der heiligen Helena und Maria Magdalena geweiht, wobei das Patrozinium der Helena das ursprüngliche war und das der Maria Magdalena erst nach 1583 aufkam.

## Geschichte
Im späten 12. oder im frühen 13. Jahrhundert errichteten die Herren von Osterwitz am Magdalensberg eine Kirche, die wohl aus einem flachgedeckten Langhaus und einer Rundapsis bzw. einem Chorquadrat bestand. Im Jahre 1262 bestätigte Papst Urban IV. einem Pfarrer Heinrich den Besitz der Kirchen „sancte Margarete in Otmaniach et monis sancte Helene … quarum una dependet ex alia …“ Eine von einem Meister Mothe (Matthias) 1462 begonnene Erweiterung der Kirche konnte erst Ende des 15. Jahrhunderts abgeschlossen werden. Dabei wurde seitlich ein größerer Bau angefügt, sodass das ursprüngliche Kirche das heutige südliche Seitenschiff bildet. Wesentliche Beiträge zum Ausbau und zur Ausstattung der Kirche leisteten St. Veiter Bürgerfamilien, die auch in Verbindung mit dem aufkommenden Vierbergelauf in Verbindung gebracht werden, dessen Ausgangspunkt die Kirche bildet. So ließ der Gewerke Hans Kaltenhauser einen heute verschollenen Reliefstein an der Kirche anbringen.

## Baubeschreibung
Der mittelgroße spätgotische Kirche setzt sich aus einem hohen Langhaus, einem etwas niedrigeren schmalen Hauptchor und einem südlichen Nebenchor zusammen. In der Südwestecke des Langhauses querhausartig aufragender Bauteil mit Giebel wurde ehemals als Schatzkammer bezeichnet. Im nördlichen Chorwinkel steht der von einem Pyramidendach bekrönte Turm, dessen gekuppelte Schallfenster 1571 nach einem Brand erneuert wurden. Die Glocke wurde 1703 von Anton Kosmatschin gegossen. Die Kirche wird von hohen abgestuften Strebepfeilern gestützt, die am Chor übereck gestellt sind und von Spitzgiebeln und fragmentarischen Fialen bekrönt werden. Dagegen sind die Streben am Nebenchor einfach und plump ausgeführt. Die Kirche besitzt an den Chören und an der Südseite des Langhauses hohe zweibahnige Maßwerksfenster. Das rechteckige Fenster oberhalb des vermauerten gotischen Südportal wurde in der Barockzeit ausgebrochen, die beiden Fenster seitlich des Westportals wurden 1971 wiederhergestellt. Die Rundfenster an der West- und Südseite weisen gotisches Vierpassmaßwerk auf. Das schmale spitzbogige Westportal mit eisenbeschlagener gotischer Türe besitzt reich profiliertes gotisches Gewände und einen geraden Kragsteinsturz und ist am Bogenfeld mit Christusmonogramm und zwei Sterne geschmückt. Der Kirchenbau ist einheitlich mit Steinplattl gedeckt. Das verblasste Christophorusfresko an der Südfassade stammt aus der Barockzeit.
Im Inneren zeigt sich das dreijochige Langhaus als zweischiffige Halle mit anschließend niedrigerem südlichen Seitenschiff. Das Sternrippengewölbe ist an den Schlusssteinen mit Sternen, Blumen, Wappen und Steinmetzzeichen verziert. Die fünf Bündelpfeiler im Langhaus sind unterschiedlich ausgeführt. Die spätgotische Empore mit Kreuzrippengewölbe und drei spitzbogigen Arkaden zum Kirchenraum hin hat eine gekehlte Felderbrüstung.
Der vierjochige Chor mit Dreiachtelschluss ist gegenüber dem Mittelschiff aus der nördlichen Achse verrückt. Das Netzrippengewölbe ruht aus Konsolen und zwei von Baldachinnischen unterbrochenen fünfseitigen Diensten. Die Statuetten der beiden Kirchenheiligen in den Baldachinnischen stammen vermutlich von einem Altar. Von der Chornordwand führt ein niedriges spitzbogiges Portal in die Sakristei im Turmerdgeschoß. Spitzbogig geschrägte Scheidbögen öffnen den südlichen Nebenchor zum Hauptchor und zum südlichen Seitenschiff hin.

## Einrichtung
Der spätgotische Hochaltar von 1502 birgt im Schrein eine große Schnitzfigur aus der älteren Villacher Werkstätte, die die heiligen Helena mit Kirchenmodell und Kreuz darstellt. Im zarten Gesprenge sind die Figuren einer sitzenden Madonna mit Kind sowie der heiligen Katharina und Barbara und zuoberst ein Schmerzensmann, der wohl aus einer St. Veiter Werkstätte stammt, aufgestellt. Auf dem Gemälde der Predella befragt die heilige Helena die Juden Jerusalems nach dem Versteck des Kreuzes. An den feststehenden Flügeln sind links die heiligen Margaretha und Wolfgang und rechts die heiligen Dorothea und Ulrich wiedergegeben. Die Malereien auf der Innenseite der beweglichen Flügeln zeigen Szenen der Kreuzlegende: links oben die Suche nach dem Kreuz sowie Judas, der in den Brunnen geworfen wird; rechts oben die Erprobung der Wunderkraft des Kreuzes durch die Erweckung eines Toten; links unten versucht Kaiser Herakleios vergeblich, das Kreuz hoch zu Ross im Triumph nach Jerusalem zu bringen; rechts unten trägt er es demütig auf den Knien durch das Stadttor. Auf der rechten Außenseite ist Christus mit den zwölf Aposteln und auf der linken nichtfigurale Architekturmalerei dargestellt.
Die drei Seitenaltäre entstanden um 1700. Der linke Seitenaltar trägt eine barocke Muttergottes mit Kind und ein Aufsatzbild mit Gottvater und dem Heiligen Geist. Der Altar am rechten Pfeiler zeigt im Altarblatt den Evangelisten Markus, im Aufsatzbild den heiligen Sebastian sowie einen Märtyrerpapst. Die seitlichen Figuren stellen wahrscheinlich die bethanischen Geschwister Martha und Lazarus dar.
Im Seitenchor, der Magdalenenkapelle birgt der Altar im Schrein eine um 1520–25 geschnitzte spätgotische Magdalenenfigur. Seitlich stehen die barocken Figuren der Apothekerheiligen Cosmas und Damian. Außen sind vier spätgotische Relief aus dem frühen 16. Jahrhundert in barockes Rankenwerk eingearbeitet. Dargestellt sind Szenen mit Maria Magdalena links oben die letzte Kommunion der Heiligen, links unten die Fußwaschung, rechts oben die Erhebung und rechts unten die Meerfahrt eines Fürstenpaares mit Himmelserscheinung der Magdalena. In der Aufsatznische steht die barocke Statuette des Auferstandenen und darüber eine geschnitzte Noli-me-tangere-Gruppe.
Der Korb der um 1660/70 entstandenen Kanzel wird heute als Ambo verwendet. Nennenswert ist auch das graugrüne, zylindrische und oben ausgehöhlte Becken mit drei Kopfreliefs, dessen Entstehungszeit wohl ins ausgehende Mittelalter fallen dürfte. Zur weiteren Ausstattung der Kirche zählen ein Kreuzigungsbild im nazarenischen Stil an der Südwand und ein Kruzifix aus dem 17. Jahrhundert an der Nordwand.

## Weitere Bauten
Die Kapelle südlich der Kirche ist ein kleiner gotischer Bau mit dreiseitigem Schluss und steinplattlgedecktem Spitzdach. An der Nordwand befindet sich ein Fresko des heiligen Wolfgang von 1786. Das Pfarrhöfl neben der Kirche wurde 1849 errichtet, um dem Geistlichen, der am Magdalensberg die Messe las, eine Unterkunft zu bieten.